# Lost to follow-up
Mit dem Begriff lost to follow-up (deutsch der Nachbeobachtung verloren gegangen) wird in der medizinischen Statistik das Phänomen beschrieben, dass die Teilnehmer einer wissenschaftlichen Untersuchung der Beobachtung durch die Wissenschaftler nicht mehr zur Verfügung stehen, weil der Kontakt zwischen dem Studienteilnehmer und Wissenschaftlern abgebrochen wurde. Die Gründe hierfür können z. B. der Umzug in eine andere Stadt oder das Versterben des Studienteilnehmers sein. Dabei ist es durchaus möglich, dass der als lost to follow-up gekennzeichnete Studienteilnehmer die eigentliche Studienphase abgeschlossen hat und lediglich nicht mehr zu den Nachsorgeterminen erschienen ist.

## Beispiele
Beispiel: Eine Raucherin nimmt an einer Studie teil, in der die Wirksamkeit eines Prüfpräparats untersucht werden soll, das die Nikotinentwöhnung unterstützt. Die Studienteilnehmerin bekommt im Rahmen der eigentlichen Studienphase, die ein halbes Jahr dauert, das Präparat einmal täglich verabreicht und schafft es in diesem Zeitraum tatsächlich, mit dem Rauchen aufzuhören. Nach einem Jahr möchten die Forscher wissen, ob die Studienteilnehmerin noch immer „rauchfrei“ ist. Dazu möchten sie sie bitten, sich noch einmal im Prüfzentrum vorzustellen. Dies ist aber nicht mehr möglich, da die Studienteilnehmerin in eine andere Stadt umgezogen ist, ohne dem Studienteam ihre neuen Kontaktdaten zu hinterlassen.
Abzugrenzen ist der Begriff lost to follow-up daher, streng genommen, von den so genannten Drop-outs. Als Drop-outs werden im medizinischen Fachjargon in der Regel Studienteilnehmer bezeichnet, die noch während der eigentlichen Studienphase aus der Studie ausscheiden.
Beispiel: Eine Raucherin nimmt an einer Studie teil, in der die Wirksamkeit eines Präparats untersucht werden soll, das die Nikotinentwöhnung unterstützt. Die Studienteilnehmerin bekommt im Rahmen der eigentlichen Studienphase, die ein halbes Jahr dauert, das Prüfpräparat einmal täglich verabreicht. Nach drei Monaten stellt sie fest, dass sie schwanger ist. Sie setzt das Prüfpräparat umgehend ab und wird vom zuständigen Prüfarzt aus der Studie ausgeschlossen, da das Prüfpräparat das Ungeborene schädigen könnte.

## Forschungspraxis
In der Praxis kann sich diese Abgrenzung jedoch mitunter schwierig gestalten, da es – je nachdem, um welche Art Studie es sich handelt – Überschneidungen der beiden Begriffe Drop-outs und lost to follow-up geben kann. So können z. B. bei einer Beobachtungsstudie, die sich mit den Langzeitfolgen des mütterlichen Nikotinkonsums auf die allgemeine gesundheitliche Entwicklung des Kindes befasst und deren Beobachtungszeitraum auf mehrere Jahrzehnte angelegt ist, all diejenigen Studienteilnehmer, die sich im Laufe der Jahre nicht mehr an der Studie beteiligen, sowohl als Drop-outs als auch als lost to follow-up ausgewiesen werden. Aus diesem Grunde werden in der Fachliteratur gelegentlich alle Studienteilnehmer, deren Daten bei der Analyse nicht berücksichtigt wurden, als lost to follow-up bzw. auch als Drop-outs bezeichnet. Im Einzelfall muss dies im jeweiligen Studienabschlussbericht definiert werden.